# Троє вийшли з лісу
«Троє вийшли з лісу» — радянський художній фільм 1958 року, знятий на кіностудії «Мосфільм» режисером Костянтином Воїновим.

## Сюжет
В основі сюжету фільму драматична історія, що почалася під час Великої Вітчизняної війни. Командир партизанського загону посилає на завдання трьох бійців — Юлію Титову, Павла Строганова і Сергія Кошелєва. Незабаром після їхнього відходу партизанський загін був повністю знищений німецькими карателями. Вже після закінчення війни органи державної безпеки з'ясовують, що партизанський загін знищений в результаті зради, в якій підозрюють одного з тих трьох бійців, що вижили. Перед глядачем розгортається складна психологічна драма. І обставини справи, і цільні моральні характери підозрюваних свідчать, що зрадника серед них бути не могло. Кожен з героїв не тільки доводить свою невинність, але й відкидає таку природну спокусу, як спробувати звалити злочин на товариша. В результаті проведеної перевірки слідство заходить у глухий кут, приходячи до висновку, що серед цих трьох зрадника немає. Але тоді хто він? Перед авторами фільму встала нерозв'язна дилема, і вони не знайшли нічого кращого, як вдатися до відомого прийому deus ex mashina. Виявляється, крім трьох персонажів фільму був ще один, про якого ніхто не знав. Він і виявився справжнім зрадником.

## У ролях
- Лідія Смирнова —  Юлія Титова
- Валентин Зубков —  Сергій Кошелєв
- Михайло Погоржельський —  Павло Строганов
- Борис Смирнов —  слідчий МДБ
- Євген Буренков —  Скворцов
- Зоя Степанова —  Кіра
- Ігор Смисловський —  співрозмовник в ресторані

Вокал
- Михайло Новохіжин — пісня «Молода зоря зайнялася далеко» (В. Баснер — М. Свєтлов)

## Знімальна група
- Режисер:  Костянтин Воїнов
- Сценаристи:  Йосип Ольшанський,  Ніна Руднєва
- Оператор:  Анатолій Кузнецов
- Композитор: Веніамін Баснер